# Metacrisiodes pua
Metacrisiodes pua är en fjärilsart som beskrevs av Dyar 1917. Metacrisiodes pua ingår i släktet Metacrisiodes och familjen björnspinnare. Inga underarter finns listade i Catalogue of Life.